# Medaille voor Moed en Trouw
De Nederlandse regering heeft lang geaarzeld voordat een onderscheiding voor door de Inlandse en Afrikaanse troepen in Nederlands-Indië betoonde dapperheid een onderscheiding werd ingesteld. De regering meende dat krissen met een zilveren of gouden heft en geschenken passender waren en dat Europese eretekens niet bij de Indische klederdracht en cultuur pasten.

Na lang discussiëren verleende een waarnemend gouverneur-generaal op eigen gezag een kruis van de Militaire Willems-Orde aan een inlandse officier. Daarop volgden onderscheidingen in de Orde van de Nederlandse Leeuw voor de Indische vorsten en regenten.

De Ruit van Bonjol was de doorbraak. Deze min of meer geïmproviseerde onderscheiding voor de manschappen werd al snel vervangen door een Medaille voor Moed en Trouw.
De medaille werd op 24 januari 1839 in een Koninklijk Besluit van Koning Willem I ingesteld. Het K.B. werd in het Indisch Staatsblad van 1839, no. 27 gepubliceerd.
Het besluit noemde de medaille een "beloning voor inlandse militairen die zich hebben onderscheiden door daden van moed en trouw, in Nederlands-Indië aan de dag gelegd".
De zilveren medaille werd toegekend voor uitstekende daden die getuigden van moed en trouw of herhaalde daden van moed en trouw door een inlander die al in het bezit was van een bronzen medaille.
De bronzen medaille was bestemd voor daden die getuigden van moed en trouw.
De medaille heeft overeenkomsten met de Militaire Willems-Orde. Het lint is sinds 1869 gelijk en de Willems-Orde wordt voor "moed, beleid en trouw" toegekend aan officieren én soldaten. Was het racisme dat de regering ertoe bracht om een Indisch soldaat voor een heldendaad die een Europeaan de Militaire Willems-Orde opleverde met deze medaille te onderscheiden? Velen meenden van wel en zij achtten het weglaten van het woord "beleid" bij de gronden voor toekenning ook racistisch. Zou een inlandse militair dan niet met beleid handelen? Op 3 juli 1865 werd in een Koninklijk Besluit gelast dat de medaille op dezelfde manier zou worden uitgereikt als de Militaire Willems-Orde.
Net als de dragers van de Militaire Willems-Orde genoten de met de Medaille voor Moed en Trouw gedecoreerde militairen financiële voordelen. De ridders genoten levenslang een in de wet vastgestelde soldij, maar de dragers van de zilveren medaille mochten een verhoging met de helft en de dragers van de bronzen medaille een verhoging met een derde van de gebruikelijke soldij tegemoetzien. Wanneer zij langer dan vijftien jaar in het leger dienden werd ook hun pensioen met deze percentages verhoogd.
De medaille is rond en wordt aan het lint van de Militaire Willems-Orde op de linkerborst gedragen. De vorm is aan de Indische smaak aangepast en heeft een golvende rand die bij Europese medailles niet vaak gezien wordt. Omdat de tekst op de keerzijde in het Javaans of Maleis is gesteld zijn er van de medaille vier varianten bekend.
Op de voorkant staat de tekst "VOOR MOED EN TROUW IN NEDERLANDSCH INDIE". Langs de rand is de tekst "UIT NAAM DES KONINGS" te lezen.
Het ontwerp van de drieënhalve centimeter brede medaille is van de medailleur P.W. van Goor. De rand is ontworpen door Raden Saleh (Sarief Bastaman Saleh).
Oorspronkelijk had de medaille het effen Nassaus blauw lint waaraan ook de Ruit van Banjol werd gedragen. De regering had voor deze kleur gekozen omdat men vreesde dat "de Inlanders het oranje-lint niet schoon zullen dragen". In het Koninklijk Besluit no. 17 van 14 november 1869 werd besloten dat de Medaille voor Moed en Trouw voortaan aan het lint van de Militaire Willems-Orde zou worden gedragen.
In eerste instantie was de medaille alleen voor militairen van het Nederlands Indisch Leger en heldendaden in Nederlands-Indië bestemd. Dat leverde problemen op want voor gevechten rond de Nederlandse koloniën in Afrika was in 1870 ook een dapperheidsonderscheiding nodig. De regering moest toen een Medaille voor Moed en Trouw Guinea 1869/1870 instellen.
Ook inlandse matrozen van de Gouvernementsmarine en de Nederlandse Koninklijke Marine waren bij gevechten betrokken; daarom werd de Medaille voor Moed en Trouw in een Koninklijk Besluit van 23 september 1886 ook opengesteld voor "inlandsche militairen dienende buiten het KNIL". Hierbij moet gedacht worden aan inlanders die bij de Koninklijke Marine of de ... dienden.
Aan de verlening van de Medaille van Moed en Trouw kwam een einde toen zij bij Koninklijk Besluit no. 63 van 7 maart 1898 werd afgeschaft. De medaille werd in dat besluit vervangen door het Kruis voor Moed en Trouw. Er waren in de 49 jaar van haar bestaan 89 zilveren en 1.156 bronzen medailles toegekend. Het K.B. bepaalde dat de nog levende dragers van de medaille hun medaille mochten inleveren. Zij zouden dan een kruis van hetzelfde metaal krijgen.